# Disas ting

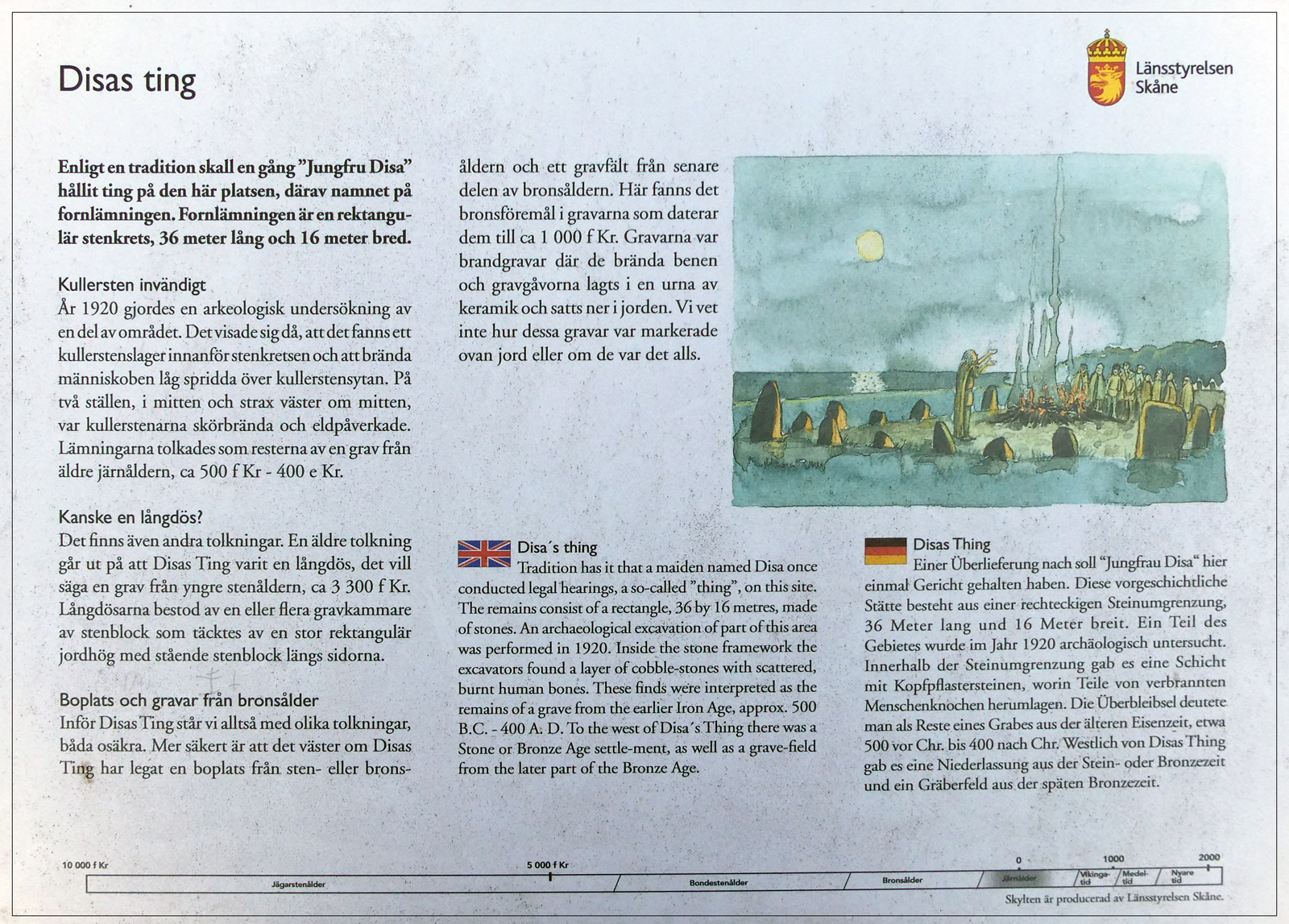
Informationsskylt vid Disas ting.

Disas ting är en stenkrets vid strandvallen i Svarte, Balkåkra socken, Ystads kommun. Enligt en tradition skall en gång Jungfru Disa hållit ting på den här platsen.
Fornlämningen är en rektangulär stenkrets, 36 meter lång och 16 meter bred och består av sexton resta stenar, där de största är över två meter höga. Åt väster är kretsen öppen. Arkeologiska undersökningar från år 1920 visar att det finns ett kullerstenslager innanför stenkretsen. På kullerstenslagret fann man flera brandfläckar och delar av brända människoben. Lämningarna tros utgöra resterna av en grav från äldre järnåldern cirka 500 f.Kr – 400 e.Kr.
Enligt en annan tolkning är Disas ting resterna av en långdös, det vill säga en grav från yngre stenåldern cirka 3300 f.Kr. Långdösarna bestod av en eller flera gravkammare som täcktes av en rektangulär jordhög med stående stenblock längs sidorna.
Vilken av de båda tolkningarna som är den korrekta är ännu oklart. Vad man med säkerhet vet är att det, strax väster om Disas ting, har legat en boplats från sten- eller bronsåldern och också ett gravfält från senare delen av bronsåldern. Bronsföremålen i gravarna är daterade till 1000 f.Kr. Gravarna var brandgravar, i vilka brända ben och gravgåvor placerats i en urna av keramik. Hur och om gravarna var markerade ovan mark, vet man idag inte.